# Le avventure di Laura Storm
Le avventure di Laura Storm è una serie televisiva prodotta negli anni sessanta dalla Rai per l'allora Programma Nazionale e destinata alla prima serata: venne programmata in tarda estate, fra agosto e settembre, il mercoledì nel 1965 e la domenica nel 1966.
Primo serial ispirato ad una donna-investigatrice, andò in onda in due stagioni - fra il 1965 e il 1966 - in due cicli di quattro episodi ciascuno della durata di circa un'ora. Il primo episodio fu trasmesso l'11 agosto 1965 e l'ottavo e ultimo il 18 settembre dell'anno successivo; un episodio, il primo della seconda serie, fu diviso in due puntate.
La sigla di chiusura Ancora una volta pericolosamente, scritta da Johnny Dorelli e Leo Chiosso, veniva eseguita da Fausto Leali.

## Giornalista-detective
La serie tv ha come interprete principale l'attrice Lauretta Masiero, impegnata nel ruolo della protagonista, un'eclettica giornalista-investigatrice dedita al judo e al karate il cui vero nome è Laura Perrucchetti e che si muove indossando un elegante trench di colore bianco ed eleganti scarpe con tacco a spillo. Costituiva una sorta di esplicita e ironica risposta alla figura di un altro celebre detective dell'allora giovane televisione italiana: il tenente Sheridan.
Il lato sentimentale del plot narrativo è dato dal tormentato rapporto di Laura con il caporedattore-fidanzato (Aldo Giuffré), che si vede rinviare continuamente le nozze dalla compagna-investigatrice sempre alle prese con un nuovo caso. Nel cast figurano anche Oreste Lionello nel ruolo di Michelino Colnaghi, fotografo e braccio destro di Laura Storm, e Stefano Sibaldi nel ruolo del commissario di polizia Ferretti e il figlio di quest'ultimo, Stefano, interpretato da Crstiano Minello, diventato in seguito famoso paroliere di testi di canzoni col nome d'arte di Cristiano Minellono.

## Sceneggiatura d'autore
Con la sceneggiatura tipica del romanzo poliziesco - firmata da Camillo Mastrocinque e Leo Chiosso con la collaborazione di Andrea Camilleri (futuro ideatore del commissario Montalbano, allora delegato Rai alla produzione), la serie aveva la regia dello stesso Mastrocinque.
L'Enciclopedia della televisione ricorda la tag-line che serviva da presentazione della serie:
La medesima enciclopedia sottolinea come i telefilm di Laura Storm abbiano costituito una delle migliori prove televisive di Lauretta Masiero, chiamata a impersonare "le vicende giallo-rosa di una giornalista mondana e pettegola, ma anche una ragazza audace capace di difendersi a suon di sberle".

## Cast ed episodi
Il cast comprendeva, oltre alla protagonista Lauretta Masiero, sempre in scena nelle vesti di Laura Storm, e al co-protagonista Aldo Giuffré (presente in sette episodi su otto), diversi attori di provenienza teatrale. Interpreti fissi o semifissi erano:
- Cristiano Minello (tutti gli episodi)
- Oreste Lionello (presente in cinque episodi)
- Stefano Sibaldi (cinque episodi)
- Vittorio Mezzogiorno (i quattro episodi della prima serie)
- Brunella Bovo (i quattro episodi della seconda serie)

A questi si alternavano, di puntata in puntata, altri attori ospiti.
| Primo ciclo | Data         | Episodio                      | Altri attori |
| ----------- | ------------ | ----------------------------- | --- |
| 1965        | 11 agosto    | Defilé per un delitto         | Ivano Staccioli, Franco Scandurra, Ettore Carloni, Pino Cuomo, Mara Berni, Paolo Lombardi, Nicola Tempesta       |
| 1965        | 18 agosto    | Diamanti a gogò               | Ugo Pagliai, Tino Schirinzi, Armando Francioli, Rosella Spinelli, Thea Ghibaudi, Ettore Carlo, Gerardo Panipucci |
| 1965        | 25 agosto    | Una bionda di troppo          | Carmen Scarpitta, Enrico Lazzareschi, Anty Ramazzini, Michele Malaspina, Linda Sini, Stefano Varriale            |
| 1965        | 1º settembre | Un cappotto di mogano per Joe | Franca Parisi, Germano Longo, Enzo Turco, Gerardo Panipucci, Cecilia Polizzi, Pompeo De Vivo, Elisa Mainardi     |

| Secondo ciclo | Data                  | Episodio                 | Altri attori |
| ------------- | --------------------- | ------------------------ | --- |
| 1966          | 21 agosto e 28 agosto | Il tredicesimo coltello  | Carlo Giuffré, Elena Sedlak, Cesare Polacco, Antonio Pierfederici, Franco Volpi, Loredana Savelli, Isabella Biagini, Nietta Zocchi, Nuto Navarrini, Stefania Mastrocinque                                                            |
| 1966          | 4 settembre           | I due volti della verità | Cesare Polacco, Siria Betti, Ernesto Calindri, Cecilia Sacchi, Maria Fabbri, Antonio Casagrande, Anna Eugeni, Cristiano Minello, Paul Müller, Renzo Pevarello, Alvaro Piccardi, Alessandro Quasimodo, Nello Riviè, Franco Castellani |
| 1966          | 11 settembre          | A carte scoperte         | Vira Silenti, Ivano Staccioli, Quinto Parmeggiani, Marco Tulli, Roberto Villa, Elena De Merik, Silvano Tranquilli, Gigi Reder, Tino Bianchi                                                                                          |
| 1966          | 18 settembre          | Rapina in francobolli    | Franco Giacobini, Enzo Liberti, Mario Scaccia, Enzo Turco, Sandro Merli, Armando Bandini, Lilly Lembo, Renato Montalbano |

## Trama degli episodi

### Defilé per un delitto
Laura Storm è insoddisfatta del suo lavoro di giornalista, ma viene inviata dal suo capo Carlo per una sfilata di alta moda. Durante l'evento, Laura nota in mezzo al pubblico una ragazza che fotografa i modelli: è la proprietaria di una catena di grandi magazzini, ma scrive una storia sul contrabbando di capi firmati.

### Diamanti a gogò
Laura si trova a dover indagare sull'aggressione ad una famosa diva avvenuta mentre telefonava alla fidanzata dell'antiquario.

### Una bionda di troppo
Laura indaga su un incidente in cui ha perso la vita una donna, che ha portato il marito al suicidio.

### Un cappotto di mogano per Joe
Laura indaga sull'omicidio di un anziano criminale avvenuto nell'ospedale dove era stato ricoverato, sospettando di un'infermiera che lo aveva assistito e di un rivale da poco tornato in Italia.

### Il tredicesimo coltello
Un lanciatore di coltelli Ramon colpisce mortalmente la sua assistente nonché sua futura moglie. Lui ammette a Laura di averle lanciato 12 coltelli e non 13  e quindi non ha sferrato il colpo che mortale. Laura scopre che la vittima aveva lasciato il costume alla proprietaria della sartoria che viene assassinata.

### I due volti della verità
Laura indaga sull'omicidio di un insegnante d'arte e del furto di un Tiziano, incontrando un barone tedesco che viene subito scagionando.

### A carte scoperte
Laura, durante l'indagine sull'omicidio di un uomo viene presa in ostaggio da alcuni estorsori, di cui l'uomo era vittima.

### Rapina in francobolli
Durante il matrimonio tra Laura e Carlo, un impresario cinematografico accusato di una rapina di francobolli chiede aiuto alla stessa Laura per indagare.